# 水野鐘三
水野 鐘三（みずの しょうぞう、1885年 - 1963年）は、日本の実業家。

## 人物
銀行員や教員などを経て、東山村会議員を務める。昭和初年には田代土地区画整理組合の組合長として、旧田代村の大部分を占める土地開発に携わる。名古屋市が鶴舞公園内にあった動物園の移転先として、10万坪の土地を無償で提供したことで知られる。森林公園（東山公園）計画は、大岩勇夫名古屋市長の「なんでもいいから日本一のものを」という号令により始まったもので、候補地は山崎川や猫ヶ洞も考えられていたが、水野の土地寄付の申し出により一気に候補地が東山に傾いたという。この土地は、父水野民蔵が宮内省から払い下げられたものだった。東山公園開園後は、息子の民也とともに園内の池でボートを商うこととなった。この会社は後に「東山遊園」として法人化され、さらには星ヶ丘一帯の様々な施設を設置運営していくこととなる。

## 著書
- 『田代町丸山地誌』[1]